# Републиканска национална конвенција 2024.
Републиканска национална конвенција из 2024. је био догађај у којем су делегати Републиканске партије Сједињених Америчких Држава изабрали кандидате странке за председника и потпредседника на председничким изборима 2024. године. Одржала се од 15. до 18. јула 2024. на Фајсерв Форуму у Милвокију, Висконсин.
Традиционално, пошто демократе тренутно држе Белу кућу, њихова конвенција ће се одржати након Републиканске националне конвенције. Демократска национална конвенција 2024. је трајала од 19. до 22. августа 2024. године. Доналд Трамп је кандидат за председника. Трамп је први републикански председнички кандидат који је номинован за председника по трећи пут од Ричарда Никсона 1972. године, а први републикански кандидат који је номинован три пута узастопно. Ако Трамп победи на председничким изборима, он ће бити други председник после Гровера Кливленда из 1892. који је то учинио након што је изгубио своју прву кандидатуру за реизбор, док ће потпредседнички кандидат Џеј Ди Венс, са 40 година, бити трећи најмлађи потпредседник у америчкој историји, након Никсона 1952. (39 година) и Џона Ц. Брекинриџа 1856. године (36 година старости). Трамп би са 78 година био најстарији изабрани председник у америчкој историји и оборио би рекорд Џоа Бајдена изабраног 2020. године (са 77 година).

## Избор локације
7. јануара 2022. портпарол Републиканског националног комитета рекао је да су четири потенцијална града домаћина у трци за избор за конвенцију 2024: Милвоки, Нешвил, Питсбург и Солт Лејк Сити. Милвоки је званично био град домаћин Демократске националне конвенције 2020, која се углавном одржавала виртуелно на различитим локацијама, а Милвоки је преузео само улогу производног штаба због пандемије КОВИД-19. Милвоки и Питсбург се налазе у савезним државама Висконсин и Пенсилванија, које су имале значајну улогу у одређивању победника Колегијума изборника на претходним изборима, док су Нешвил и Солт Лејк Сити главни градови савезних држава Тенесија и Јута, које су традиционално републиканске државе већ дуже од пола века (иако се сами главни градови сматрају демократским упориштем). Од 2008. до избора 2020. године, и Демократска странка и Републиканска партија су одржавале своје конвенције само у љубичастим државама. Хјустон је раније предузео кораке ка кандидатури, али је одлучио да то одбије због сукоба са другим заказаним догађајима на местима одржавања. Друге локације које су у једном тренутку имале интерес за гостовање, али које на крају предале кандидатуру, укључују Колумбо,Лас Вегас,Сан Антонио и државу Џорџију . Канзас Сити, Мисури, дао је званичну понуду, али је повукао своју кандидатуру крајем децембра 2021, пре него што су проглашени градови финалисти.
Дана 4. фебруара 2022, Питсбургова комисија објавила је да је њихова кандидатура елиминисана из даљег разматрања. Почетком марта 2022. године, Солт Лејк Сити је елиминисан од стране Републиканског националног комитета, остављајући Милвоки и Нешвил као два преостала града за избор. Метрополитанско веће Нешвила и округа Дејвидсон гласало је против нацрта споразума о смештају, чиме је практично повучена понуда града.
Дана 15. јула 2022. године, комисија за избор локације једногласно је изгласала да препоручи Милвоки као место одржавања конвенције. Републикански национални комитет гласао је да Милвоки буде домаћин конвенције странке 2024. током састанка почетком августа 2022. године у Чикагу.
Милвоки је први град који је био домаћин великих партијских конвенција на узастопним изборима од када је Њујорк био домаћин и Демократске националне конвенције 1976. и 1980. године.
| Цити           | Држава       | Статус понуде                                   | Место одржавања                                             | Претходне страначке конвенције које је организовао град |
| -------------- | ------------ | ----------------------------------------------- | ----------------------------------------------------------- | ------------------------------------------------------- |
| Милвоки        | Висконсин    | Победник                                        | Фисерв Форум                                                | Демократска: 2020.                                      |
| Нешвил         | Тенеси       | Финалиста (понуда елиминисана у августу 2022.)  | Бриџстоне Арена и/или Мјузик сити Центер                    | /                                                       |
| Солт Лејк Сити | Јута         | Финалиста (понуда елиминисана у марту 2022.)    | Вивинт Арена                                                | /                                                       |
| Питсбург       | Пенсилванија | Финалиста (понуда елиминисана у фебруару 2022.) | Консол енерџи центар и/или Конгресни центар Давид Л. Лоренс | /                                                       |
| Канзас Сити    | Мисури       | Нефиналиста (понуда повучена у децембру 2021.)  | Т-Мобил центар                                              | Демократска: 1900 Републиканска: 1928, 1976             |

## Логистика
Републикански национални комитет је 21. децембра 2022. саопштио да ће се конвенција одржати 15.–18. јул 2024.
Очекује се да ће догађај привући око 50.000 посетилаца. Процене показују да би ово граду могло да донесе приходе од око 200 милиона долара.
Милвоки је мањи од других метрополитанских области које су биле домаћин недавних великих партијских конвенција. Милвоки је штавише међу најмањим градским областима које су биле домаћин велике страначке конвенције.
11. априла 2023. објављено је да је Чикаго изабран за домаћина Демократске националне конвенције 2024. Милвоки и Чикаго су удаљени око 145 километара преко језера Мичиген. Ово представља необичну близину за два различита града који су домаћини великих страначких конвенција исте године. Још од 1972. године, када су обе конвенције последњи пут делиле домаћин, локације две главне партијске конвенције нису биле тако близу.

### Комитет домаћина
Рајнс Прибус је председавајући комитета домаћина МКЕ 2024. Од септембра 2022. до маја 2023., главни извршни директор комитета домаћина иницијално је био Стивен Б. Кинг. У мају 2023. објављено је да ће бизнисмен из Милвокија Тед Келнер заменити Кинга на месту извршног директора, али да ће Кинг остати члан Комитета домаћина.
Комитет домаћина конвенције има за циљ да прикупи 65 милиона долара за финансирање конвенције.

### Комисија за аранжмане
Ен Хатавеј је 24. марта 2023. именована за председавајућу комитета за аранжманем а Рон Кауфман за генералног директора. Елис Дикенс је именована за главног извршног директора 1. јуна 2023. 29. јуна 2023. објављено је да чланови одбора уљкучујући и КЦ Крозбија као благајника, Вики Друмонд као секретара, и Дејвида Босија као копредсједавајућег. Остали чланови комитета који су представљени били су Марипат Кругер, Брајан Шиминг и Том Шрејбл.

### Хотели и други смештаји
Милвоки и његова непосредна урбана област имају мањи број хотелских соба него што може бити потребно за велику партијску конвенцију за председничке номинације. Као резултат овога, првобитно се очекивало да ће Демократска национална конвенција 2020., пре него што су планови промењени због пандемије КОВИД-19, сместити велики део делегата конвенције у хотелске собе које се налазе у Илиноису. Међутим, због чињенице да републиканске конвенције имају мање делегата од демократских конвенција, објављено је да планови за републиканску конвенцију 2024. не подразумевају толико посебне услове за делегате. Првобитно се очекивало да ће неки посетиоци Демократске конвенције 2020. остати у Медисону, Висконсин. Биро за посетиоце Медисона у Висконсину потврдио је да су се, када се град Милвоки кандидовао, званичници Милвокија распитивали са њима о доступности хотела у Медисону у време одржавања конвенције.
Да би се сместили посетиоци конвенције, комитет домаћина сарађује са фирмом са седиштем у Чикагу на обезбеђењу хотелских соба у више од 300 хотела и мотела који се налазе у кругу од 100 километара од места конгреса.

### Безбедност
Конвенција ће бити национални догађај посебне безбедности. Са изузетком конвенција током 2020, на сваким председничким изборима од 2004. године додељено је 50 милиона долара сваком граду домаћину конвенција за трошкове безбедности. Почетком 2023. године, осам чланова Представничког дома америчког Конгреса из Висконсина послало је писмо Подкомитету за трговину, правосуђе и науку Комитета за апропријације Представничког дома позивајући да се износ додељен за безбедност на свакој конвенцији повећа на 75 милиона.
У априлу 2023., градоначелник Милвокија Кавалир Џонсон изјавио је да верује да би нацрти о безбедносним плановима за Националну конвенцију републиканаца 2024. требало да укључују оригиналне безбедносне планове за свеобухватну Националну конвенцију демократа 2020. Такође је навео да безбедносни планови треба да одговорају тренутној политичкој клими, напомињући напад на Капитол Сједињених Држава 6. јануара 2021.
Током априла 2023. процењено је да би обезбеђење Републичког националног комитета могло да захтева 4.500 полицајаца из одељења изван полицијске управе Милвокија. Овај број је за 1.500 већи од броја полицајаца који се првобитно очекивао у плановима за потпуни национални конгрес Демократске странке 2020. у граду.
Поступајући по захтеву шефа полиције Милвокија Џефрија Нормана, у мају 2023. године, ватрогасна и полицијска комисија Милвокија одобрила је суспензију, од 12. јула до 26. јула 2024. године, градске политике за објављивање снимака телесних полицијских камера. Ватрогасна и полицијска комисија Милвокија су овај план одобрили са 6 гласова за и 3 против. Овај потез наишао је на критике активиста заједнице. Америчка унија за грађанске слободе успротивила се нацртима.
Након покушаја атентата на Доналда Трампа, најављено је да ће се безбедносни периметар проширити како би се створиле тампон зоне око догађаја.

## Распоред
Тема 15. јула биће "Учинимо Америку поново богатом", са фокусом на економију.
Тема 16. јула биће Учинимо Америку поново безбедном“, са фокусом на криминал и илегалну имиграцију.
Тема 17. јула биће „Учинимо Америку поново јаком“, наглашавајући националну безбедност и спољну политику.
Тема за 18. јул биће општија „Учинимо Америку поново великом“, ради закључка конвенције.

## Платформа
Републиканска национална конвенција из 2020. није представила нову платформу, већ је поново користила платформу из 2016. и представила документ који потврђује подршку Трампу.
Очекује се да ће конвенција 2024. представила нову платформу,, а у одабиру платформе ће учествовати Ренди Еванс, Рас Воут и Ед Мартин.
У мају 2024. у медијима је саоппштено да је Трампова кампања желела да промени ставове платформе о абортусу и истополним браковима. У јуну 2024, Џујорк Тајмс је известио да је Трампова кампања такође желела да значајно скрати платформу, фокусирајући се на контраст са Демократском странком уместо да пружи опширне детаље о политици. Платформа се израђује недељу дана пре конвенције, иза затворених врата.
Први нацрт је Џујорк Тајмс описао као „више националистичким, више протекционистички, и мање социјално конзервативним“.
Након што је републиканска платформа објављена, Вашингтон пост је приметио да платформа садржи бројне парафразе и директне цитате из Трампових говора и објава на друштвеној мрежи Truth Social током његове кампање 2024, што се разликује од претходних платформи америчких политичких партија.

### Преглед садржаја
Платформа има 20 секција садржаја. Прва два одељка су о имиграцији. Следећа четири одељка су о економији. Седми део је о грађанским правима. Следећих шест одељака су о спољној политици. Следећа два одељка су о економији. Следећа три одељка су о образовању. 19. одељак је о изборима. Последњи део је закључак.

### Значајне одредбе
Комплетан текст платформе још није објављен. Нацрт платформе има 16 страница, што је много мање од 60 страница платформе из 2016.
Платформа не садржи противљење истополним браковима и одбацује позиве на националну забрану абортуса, уместо тога наводи да политика о абортусу треба да буде препуштена државама. „Сматрамо да 14. амандман на Устав Сједињених Држава гарантује да ниједној особи не може бити ускраћен живот или слобода без дужног процеса, и стога су државе слободне да доносе законе који штите та права“, наводи се у нацрту документа о абортусу.
Платформа позива на депортацију више милиона илегалних имиграната. Платформа позива на увођење царина на увоз у Сједињене Државе. Платформа не садржи подршку државности за Порторико.
Такође предлаже укидање Одељења за образовање и заштиту социјалног осигурања и здравствене заштите.

## Номинација и гласање

### Говор о Трамповој номинацији и додели
1972. године, како би се спречио могући говор о номинацији Пита Меклоског, правила су промењена и кандидат је морао да има већину у најмање 5 држава да би се његово име уврстило у номинације. Током 2016. овај број је подигнут на 7 како би се спречили говорници који су номиновали Теда Круза.
Последњи пут је више кандидата номиновано 1976. године.

#### Званична номинација и говори о уступању
Име бившег председника Трампа предложио је Џеф Кауфман, председник Републиканске партије Ајове.
Мајкл Мекдоналд, председник Републиканске партије Неваде, подржао је његову номинацију.

### Број делегата
Табела у наставку представља број делегата према завршном процесу селекције и коначног резултата на конвенцији.
Из љубазности према својим гласачима, кандидати који су прекинули своју кампању обично се формално повлаче непосредно пре почетка конвенције након истека рока да их замене, дозвољавајући тако својим делегатима да присуствују. Поред њихових, присутно су и 104 невезана делегата која нису везана резултатима државним или изборима посланичких клубова.
| Кандидат                             | Број делегата на крају избора делегата | Коначно гласање |
| ------------------------------------ | -------------------------------------- | --------------- |
| Доналд Трамп                         | 2,265                                  | 2,387           |
| Ники Хејли                           | 97                                     | 0               |
| Рон ДеСантис                         | 9                                      | 0               |
| Вивек Рамасвами                      | 3                                      | 0               |
| Неопредљени/остали                   | 104                                    | 43              |
| Укупан број везаних гласова делегата | 2,374                                  |                 |

## Номинација за потпредседника
15. јула, првог дана Републичке националне конвенције, Трамп је најавио Џеј Ди Венса као свог кандидата за потпредседника.
Венса је номиновао потгувернер Охаја Јон Хустед. Кандидат за амерички сенат Берни Морено из Охаја предложио је да се номинација одобри акламацијом, након чега је председник Представничког дома Мајк Џонсон прогласио Трампа и Венса званичним кандидатима. Венс је поздравио госте конгреса заједно са својом супругом, Ушом Венс, након што је представљен.
На Републиканској националној конвенцији из 1988. године, како би се спречило противљење номинацији Дена Квејла, правила су промењена како би се дозволила номинација за потпредседника акламацијом. Ова метода је од тада постала традиционална.

## Говорници

### Први дан: 15. јул

#### Поподневна пословна седница
- Председник Представничког дома Мајк Џонсон

#### Вечерња седница
За остатак конвенције сачињен је дневни ред који се састоји од мотивационих говорника. Међу њима су:
- Председник РНЦ-а Мајкл Вотли
- Сенатор Рон Џонсон (Висконсин)
- Музичка изведба Криса Јансона
- Представник Марџори Тејлор Грин (Џорџија)
- Потгувернер Марк Робинсон (Северна Каролина)
- Представник Весли Хант (Тексас)
- Представник Џон Џејмс (Мичиген)
- Сенаторка Кејти Брит (Алабама)
- Сенатор Тим Скот (Јужна Каролина)
- Гувернер Глен Јангкин (Вирџинија)
- Боб Унануе, извршни директор компаније Goya Foods
- Гувернер Кристи Ноем (Јужна Дакота)
- Представник Бајрон Доналдс (Флорида)
- Дејвид Сакс, бивши извршни директор Yammer-a
- Чарли Кирк, извршни директор Turning Point USA
- Сенатор Марша Блекбурн (Тенеси)

#### Ударни термин
Следећи говорници су говорили током дела конвенције који је емитован на кабловској телевизији:
- Амбер Роуз, мајка и предузетница
- Шон О'Брајен, председник Међународног братства возача

### Четврти дан: 18. јул
- Доналд Трамп Млађи
- Сенатор Џеј Ди Венс (Охајо), кандидат за потпредседника
- Увод
- Бивши председник Доналд Џ. Трамп, кандидат за председника Сједињених Америчких Држава.